# Logtak Lacus
Logtak Lacus est un lac de Titan, satellite naturel de Saturne.

## Caractéristiques
Son diamètre est de 14,3 km.
Le nom de ce lac a été donné en référence au lac Loktak, un lac du Manipur en Inde.